# St. Wendeler Aufruhr
Der St. Wendeler Aufruhr war ein Aufstand von Bürgern des Fürstentums Lichtenberg gegen Herzog Ernst I. von Sachsen-Coburg-Gotha im Jahr 1831/32.

## Geschichte
Herzog Ernst I. von Sachsen-Coburg-Gotha hatte als preußischer General 1813 in den Schlachten bei Lützen und Leipzig gekämpft und zog als Befehlshaber des 5. deutschen Armeekorps 1814 in die französische Festung Mainz ein. Als Entschädigung für seine Dienste erhielt er nach dem Wiener Kongress 1815 ein Gebiet von 8,25 Quadratmeilen mit 25.000 Einwohnern um die Stadt St. Wendel zuerkannt. er nahm das Land am 1. September 1816 in Besitz und unterteilte es in die drei Kantone Baumholder, St. Wendel und Grumbach. Sitz des „überrheinischen Fürstentum St. Wendel“ wurde die Stadt St. Wendel, in der auch die herzogliche Landeskommission als Regierung angesiedelt wurde. Ernst I. war über die Entschädigung fernab seines Stammherzogtums wenig glücklich und verhandelte bereits vor der Besitzergreifung mit Preußen und Bayern vehement aber erfolglos über einen Gebietsaustausch.

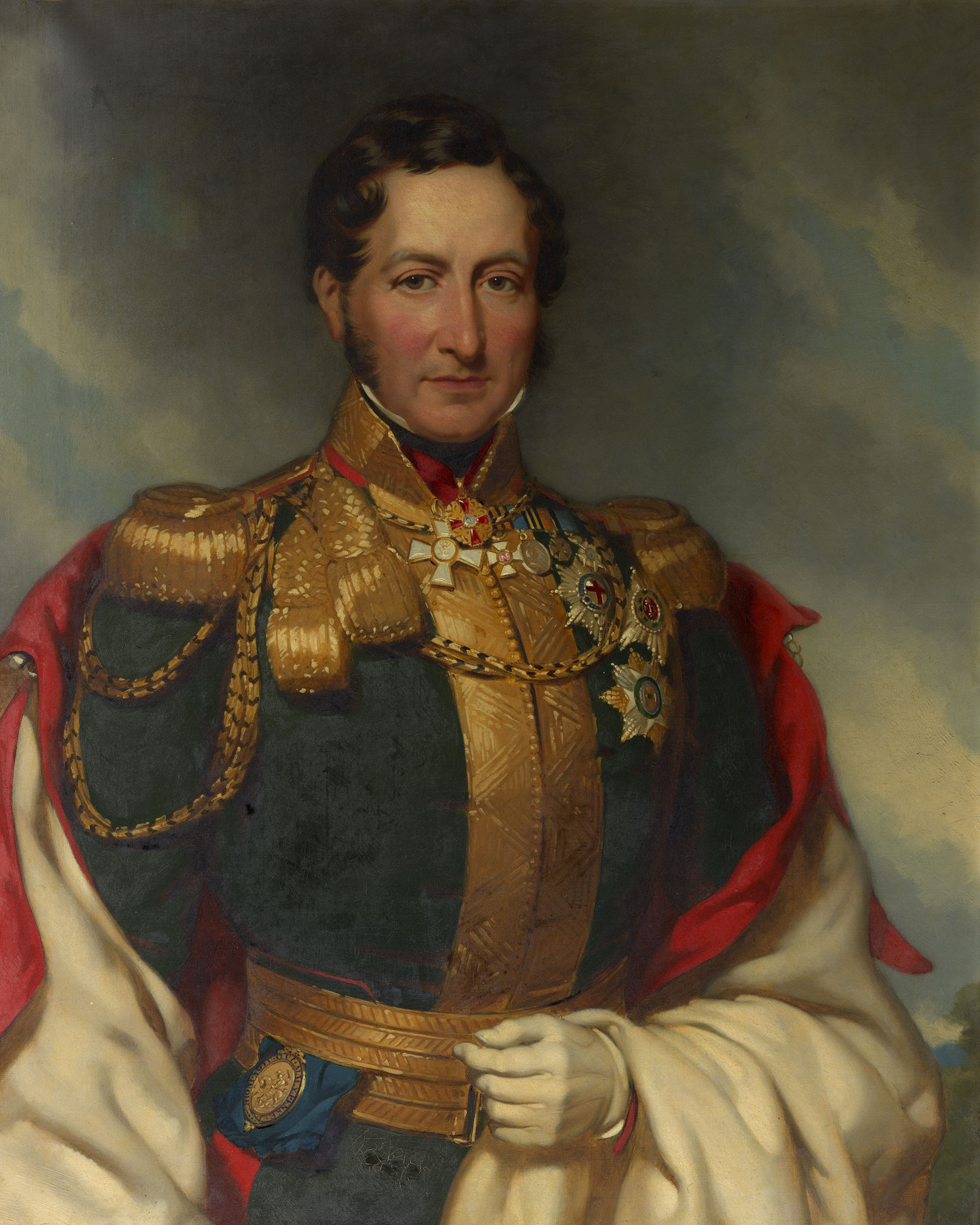
Ernst I. von Sachsen-Coburg und Gotha (unbekannter Maler)

Die Bürger der Region waren von der neuen Situation wenig begeistert. Sie hatten die Vorzüge der Französischen Revolution und ihre Unabhängigkeit schätzen gelernt. Die Schließung der Grenzen zu Frankreich führten zu einem Wegfall des französischen Marktes und hatten das Land an den Rand des Ruins getrieben, die öffentlichen Kassen waren leer und es herrschte eine hohe Arbeitslosigkeit. Die Missernten 1816/17 drohten zu Hungersnöten zu führen und die Lebensmittelpreise in die Höhe zu treiben. Preußen hatte bereits 1815 versucht mit einem Verzicht auf die Erhebung von Einfuhrzöllen gegenzusteuern und in den Übergabevereinbarungen vom 9. September 1816 den Grenzverkehr erleichtert. Im Jahr 1818 trat dann der preußische Zollvertrag in Kraft, dem das überrheinische Fürstentum trotz deutlicher Angebote nicht beitrat. Erst im März 1830 beendete der Abschluss des lichtenbergisch-preußischen Zollvertrages die wirtschaftliche Isolation des Fürstentums Lichtenberg.

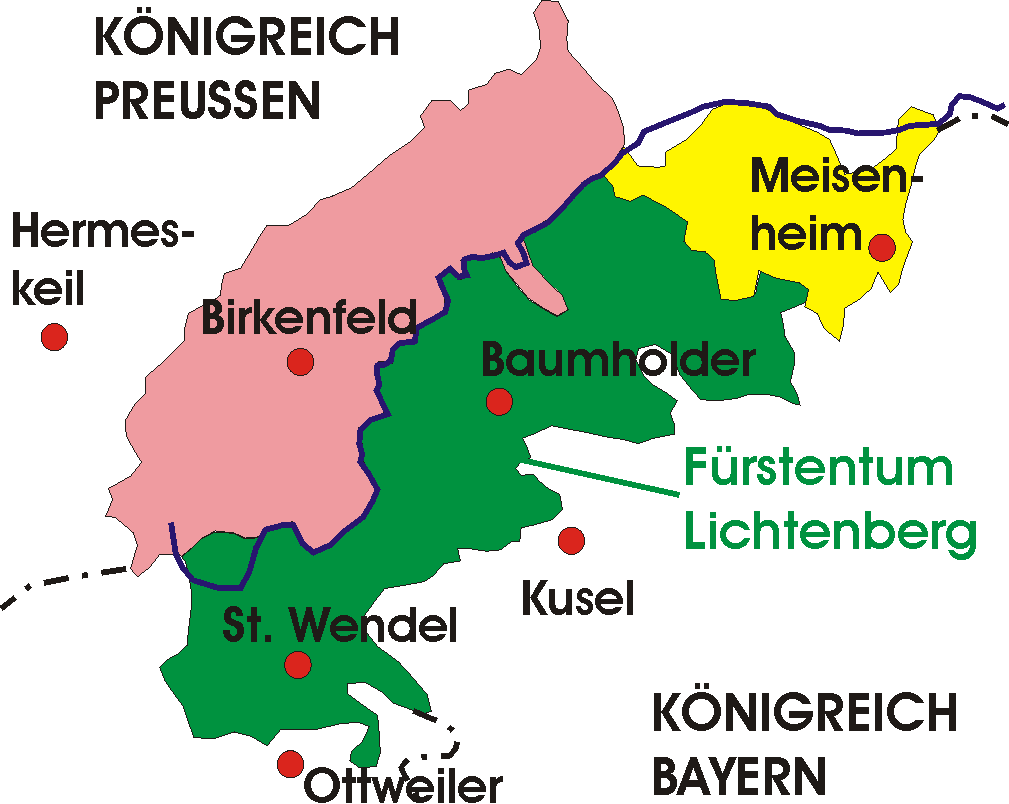
Fürstentum Lichtenberg (grün)

Zu ersten Konflikten zwischen Untertanen und der Regierung kam es bereits 1818 mit der Ernennung von Johann J. Hornung zum provisorischen Oberbürgermeister der Stadt St. Wendel durch Ernst I. Die Bürger protestierten und die hzgl. Landeskommission weigerte sich, die jährlichen Rechnungsabschlüsse des Landesetats zu veröffentlichen. Es kam zu Klagen vor dem St. Wendeler Landgericht. Die Landeskommission intervenierte, versuchte die anhängigen Verfahren in ihrem Sinne zu beeinflussen bzw. niederschlagen zu lassen und ging massiv gegen den präsidierenden Richter Meyer vor. Daraufhin solidarisierten sich St. Wendeler Bürger, Stadträte und Vertreter einiger Landgemeinden mit dem Landgerichtspräsidenten. Es folgten Beschwerdebriefe an den Landesherrn über die Eingriffe in die Unabhängigkeit des Landgerichts.
Ernst I. reagierte 1819, indem er das Gebiet zum Fürstentum Lichtenberg erhob, 1821 erfolgte die Einführung einer Verfassung und die Einrichtung eines Landrates. Der Landrat hatte das Recht, sich die Landesetats vorlegen zu lassen, Mehrausgaben zu bewilligen, zusätzliche Steuern zu billigen und deren Verteilung im Fürstentum durchzuführen und an den Gesetzen mitzuwirken. Die coburgische Landesregierung stellte allerdings fest, dass dieser Landrat nichts anderes sei als die unter der frz. Regierung bestandenen Bezirks- und Departementalräte und betonte, dass er keinen Rechtsanspruch habe, bei Staatsverträgen, Straf- und Finanzgesetzen beteiligt zu werden. An den unterschiedlichen Ansichten von Stammherzogtum und Bürgern im Fürstentum Lichtenberg zum politischen Mitspracherecht entzündete sich bald Streit. Mit dem Kaufmann Karl Cetto, dem Unternehmer Carl Philipp Cetto, dem Notar Friedrich Eschrich und dem Landgerichtspräsidenten Meyer war dem Herzog eine mächtige Opposition erwachsen.
Als sich im Jahre 1824 abzeichnete, dass der Landesherr nicht gewillt war, den Landrat einberufen zu lassen, drohten neue Proteste. Ernst I. reagierte, in dem er seine von ihm getrennt lebende Ehefrau Luise in das Fürstentum Lichtenberg verbannte. Luises Volksnähe und ihr soziales Engagement führten dazu, dass Ruhe im Fürstentum einkehrte. Erst 1830 kam es erneut zu Protesten, nachdem der Abschluss des lichtenberg-preußischen Zollvertrages ohne Anhörung des Landrates geschehen war. Die Nachversteuerung aller vor Inkrafttreten des Zollvertrages eingeführten Waren führte zu Unmut bei den St. Wendeler Bürgern. 
Die städtische Opposition stellte öffentlich die Autorität des Regierungspräsidenten Carl Brückner in Frage und drohte die Beschwerden an die Bundesversammlung zu schicken. Im Frühjahr 1831 überzeugte die Opposition die Bürgerschaft, der hzgl. Regierung jegliche Unterstützung bei der Verhaftung der Unruhestifter in der Gemeinde Hofeld und der Befreiung der dort festgehaltenen Gendarme zu verweigern.
Im Keller’schen Gasthaus wurde von dem Lehrer Johannes Schué, dem Pfarrer Karl Juch und Sauer (später stieß der Advokat Nikolaus Hallauer hinzu) ein politischer Stammtisch gegründet. Flugblätter kursierten in der Stadt, in denen zum offenen Widerstand und zur Solidarität aufgerufen wurde. Zusammenstöße organisierter, bewaffneter Schmugglerbanden mit den Zollbehörden häuften sich. Die Durchsetzung der Warenkontrollen und Nachversteuerungen erwies sich in der Stadt als schwierig, da sie von Volksaufläufen begleitet wurden, die bedrohliche Ausmaße annahmen und in Krawallen endeten. Angehörige der lichtenbergischen Sicherheitskräfte solidarisierten sich mit der aufgebrachten Bevölkerung. Ende 1831 war die Lage so angespannt, dass die herzogliche Regierung erwog, preußische Truppen zur Befriedung anzufordern.
In der Nacht zum 6. Mai 1832 errichteten vermutlich Schüler des Lyzeums einen Freiheitsbaum in der Stadt. Als dieser am folgenden Tag durch Gendarmen entfernt werden sollte, brach ein Aufstand aus, bei dem es zu tumultartigen Szenen kam. Am 27. Mai 1832 organisierten die Bürger zeitgleich mit dem Hambacher Fest ein Freiheitsfest auf dem Bosenberg, das zum Ausgangspunkt von Unruhen wurde, die sich bis in den Juli 1832 erstreckten und zweimal mit Hilfe preußischer Truppen niedergeschlagen wurden.

## Folgen
Im Januar 1833 wurden gegen Beteiligte der Unruhen überwiegend moderate Urteile gesprochen. Mit den Unruhen von 1832 hatte der Herzog das Interesse an dem Territorium verloren. Er verkauft es am 31. Mai 1834 gegen eine Jahresrente
von 80.000 Talern an den König von Preußen. Aus dem Fürstentum Lichtenberg wurde ein Landkreis innerhalb des preußischen Regierungsbezirks Trier.